# Sumpfräne
Sumpfräne (Rorippa palustris) är en växtart i familjen korsblommiga växter. Det är ettårig eller tvåårig ört med ljusgula blommor och parflikiga blad som trivs på fuktig mark.

## Utbredning
Sumpfränet förekommer i Europa och österut genom större delen av norra och centrala Asien till Japan, samt i Nordafrika och Nordamerika.

## Etymologi
Sumpfränets artepitet, palustris, har betydelsen "växande i kärr".